# 北島 (大阪市)
北島（きたじま）は、大阪府大阪市住之江区にある町名。現行行政地名は北島一丁目から北島三丁目。

## 地理
住之江区の南東部に位置し、東に西住之江、西に南加賀屋、北に御崎と接している。

### 河川
- 大和川
  - 大和川大橋

## 歴史

### 沿革
- 1974年（昭和49年）、大阪市住吉区御崎町1 - 5丁目・北島町・南加賀屋町の各一部より、住之江区北島1 - 3丁目成立[5]。

## 世帯数と人口
2024年（令和6年）9月30日現在の世帯数と人口は以下の通りである。
| 丁目       | 世帯数    | 人口    |
| ---------- | --------- | ------- |
| 北島一丁目 | 863世帯   | 1,411人 |
| 北島二丁目 | 806世帯   | 1,626人 |
| 北島三丁目 | 811世帯   | 1,542人 |
| 計         | 2,480世帯 | 4,579人 |

### 人口の変遷
国勢調査による人口の推移。
| 1995年（平成7年）  | 5,819人 | [ 6 ]  |  |
| 2000年（平成12年） | 5,874人 | [ 7 ]  |  |
| 2005年（平成17年） | 5,482人 | [ 8 ]  |  |
| 2010年（平成22年） | 5,056人 | [ 9 ]  |  |
| 2015年（平成27年） | 4,662人 | [ 10 ] |  |
| 2020年（令和2年）  | 4,998人 | [ 11 ] |  |

### 世帯数の変遷
国勢調査による世帯数の推移。
| 1995年（平成7年）  | 2,185世帯 | [ 6 ]  |  |
| 2000年（平成12年） | 2,272世帯 | [ 7 ]  |  |
| 2005年（平成17年） | 2,276世帯 | [ 8 ]  |  |
| 2010年（平成22年） | 2,226世帯 | [ 9 ]  |  |
| 2015年（平成27年） | 2,179世帯 | [ 10 ] |  |
| 2020年（令和2年）  | 2,446世帯 | [ 11 ] |  |

## 学区
市立小・中学校に通う場合、学区は以下の通りとなる。なお、小学校・中学校入学時に学校選択制度を導入しており、通学区域以外に住之江区にある小学校（自宅から概ね2km以内、学校の中心から距離で1.5km以内）・中学校から選択することも可能。
| 丁目       | 番   | 小学校               | 中学校               |
| ---------- | ---- | -------------------- | -------------------- |
| 北島一丁目 | 全域 | 大阪市立敷津浦小学校 | 大阪市立住之江中学校 |
| 北島二丁目 | 全域 | 大阪市立敷津浦小学校 | 大阪市立住之江中学校 |
| 北島三丁目 | 全域 | 大阪市立敷津浦小学校 | 大阪市立住之江中学校 |

## 事業所
2021年（令和3年）現在の経済センサス調査による事業所数と従業員数は以下の通りである。
| 丁目       | 事業所数 | 従業員数 |
| ---------- | -------- | -------- |
| 北島一丁目 | 20事業所 | 83人     |
| 北島二丁目 | 43事業所 | 551人    |
| 北島三丁目 | 32事業所 | 219人    |
| 計         | 95事業所 | 853人    |

## 交通

### バス
2020年4月現在
- 大阪シティバス[15]
  - 3・25号系統：北島二丁目 - 北島一丁目

### 道路
- 国道26号
- 大阪府道42号住吉八尾線（大和川通）

## 施設
- 大阪市立敷津浦小学校
- 住之江北島郵便局[16]
- 大和幼稚園[17]
- サンコー 住之江店[18]
- 北島公園
- 高砂神社
- 祐貞寺

## その他

### 日本郵便
- 〒559-0014[3]（集配局：住之江郵便局[19]）